# Wrzosowiak
Wrzosowiak (do 1993 Raków-Zachód) – dzielnica Częstochowy, granicząca z dzielnicami: Raków, Ostatni Grosz, Błeszno.

## Etymologia
Nazwa dzielnicy pochodzi od licznych wrzosów, które porastały te tereny w przeszłości.

## Historia
Pierwsza wzmianka pojawiła się w 1883 i mówiła o Wrzosowskim Lesie. Teren ten zajmował powierzchnię 135 ha. W 1933 przysiółek Wrzosowiak liczył 18 domów. Podczas II wojny światowej stanowił teren działania ruchu oporu. Włączony do miasta etapami – w 1930 i 1952. W 1981 Urząd Miasta podjął decyzję o przygotowaniu terenu pod budowę osiedla Raków-Zachód. Budowę rozpoczęto w 1983, a dwa lata później pierwsze bloki oddano do użytku. W 1993 powrócono do nazwy Wrzosowiak.
15 marca 2004 roku Rada Miasta Częstochowy w uchwale w sprawie utworzenia dzielnic oraz nadania im statutów ustaliła nowy podział administracyjny miasta. Ustalony podział jest niezgodny z historycznym. W jego wyniku osiedle mieszkalne Błeszno, wzgórze ostańcowe Błeszno, cmentarz Rakowski, ogródki działkowe "Błeszno - Wzgórze" znalazły się w granicach dzielnicy Wrzosowiak.

## Zagospodarowanie
Na terenie dzielnicy znajdują się budynki oświaty, żłobek, kościoły, przychodnie zdrowia, urzędy pocztowe, kilka aptek, supermarkety, sklepy spożywcze, przemysłowe i inne, księgarnie, bary i inne lokale gastronomiczne, przedsiębiorstwa handlowo-usługowe, place zabaw, liczne boiska, skatepark oraz tory rowerowe. W 2007 roku na osiedlu został zbudowany Skate Park. Od 2010 roku funkcjonuje kompleks boisk sportowych Orlik przy Szkole Podstawowej z Oddziałami Integracyjnymi nr 53 im. Marii Skłodowskiej-Curie.
Centra handlowe w dzielnicy Wrzosowiak: 
- Jagiellończycy
- Fortuna
- Bazarek Wrzosowiak
- Estakada

## Parafie Kościoła rzymskokatolickiego
Obszar dzielnicy obejmują terytoria czterech parafii katolickich: 
- św. Stanisława Biskupa i Męczennika
- św. Urszuli Ledóchowskiej
- św. Rafała Kalinowskiego
- Zesłania Ducha Świętego

## Oświata
Na terenie dzielnicy znajdują się szkoły:
- Szkoła Podstawowa nr 26 im. Tadeusza Kościuszki
- Szkoła Podstawowa nr 36 im. Polskich Olimpijczyków
- Szkoła Podstawowa nr 49 im. Janusza Kusocińskiego
- Szkoła Podstawowa nr 53 im. Marii Skłodowskiej-Curie

i przedszkolaː
- Miejskie Przedszkole nr 6
- Miejskie Przedszkole nr 8
- Miejskie Przedszkole nr 20
- Miejskie Przedszkole nr 37

## Galeria

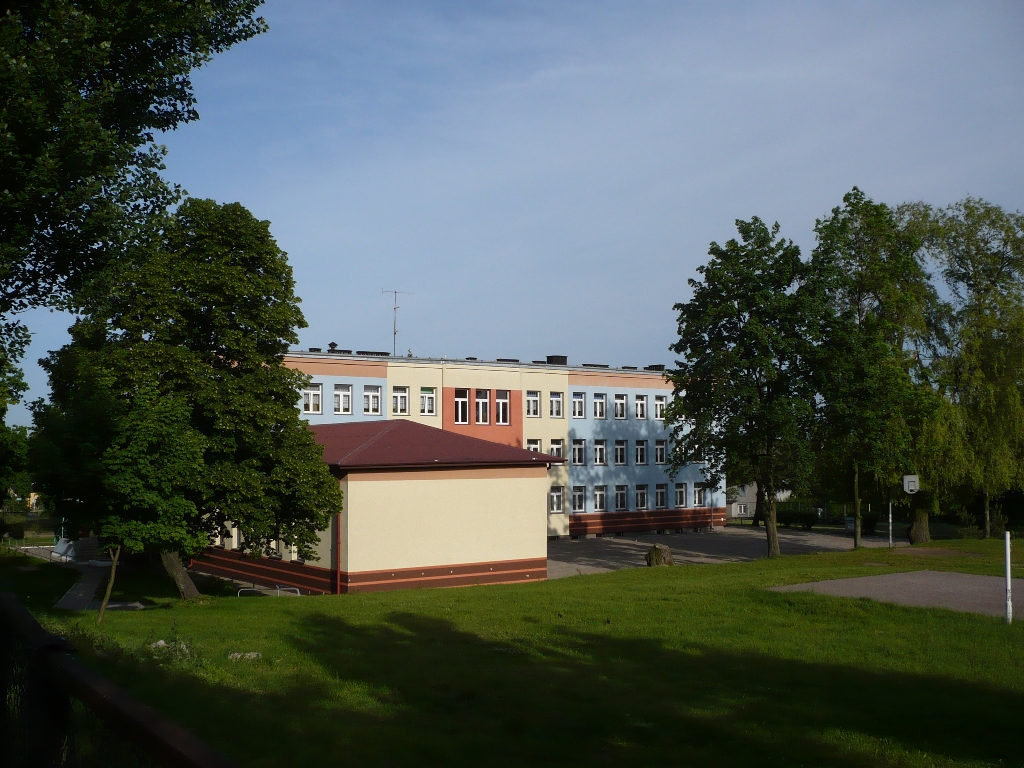
Szkoła podstawowa nr 26 przy ul. Rakowskiej
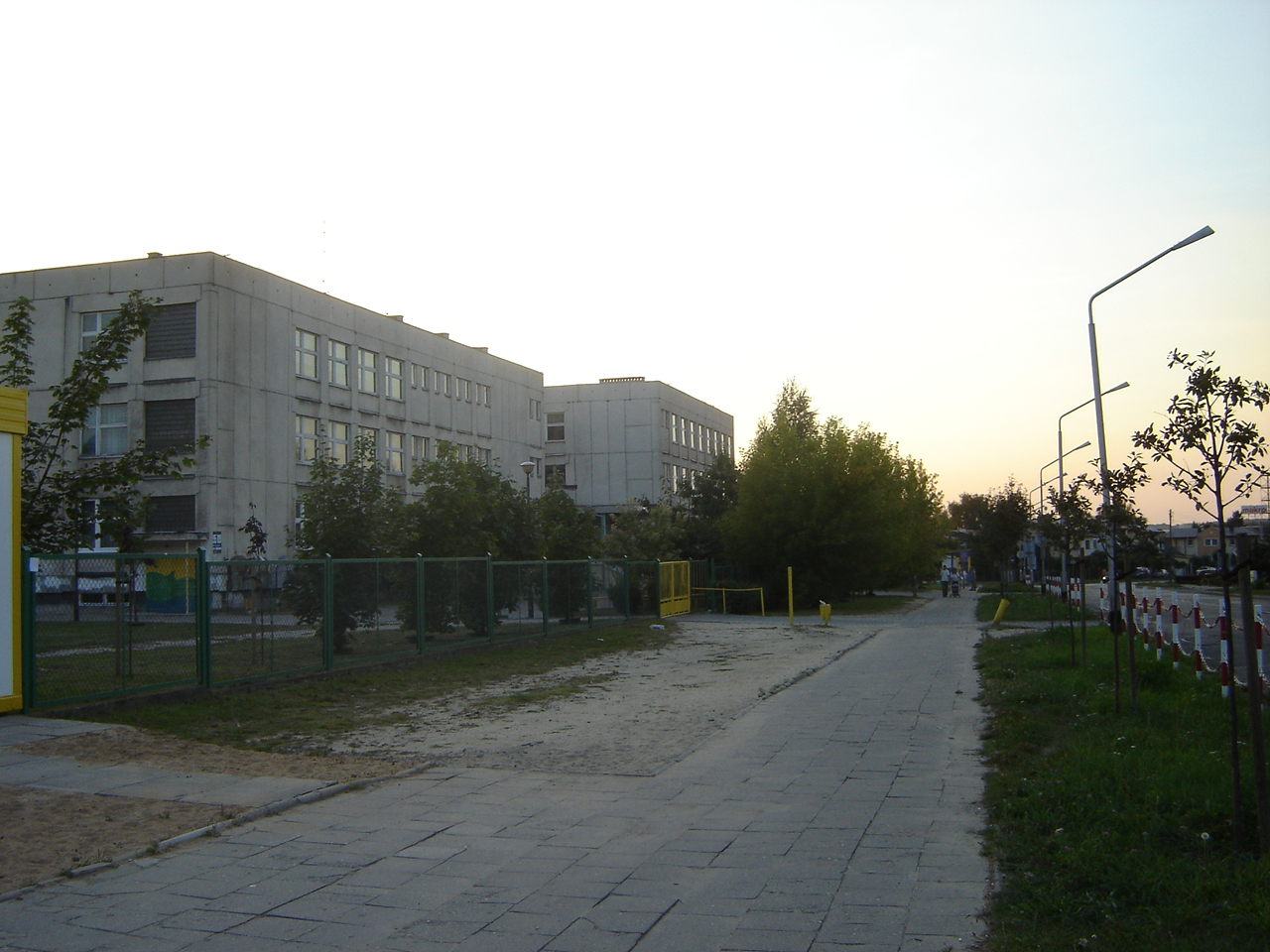
Szkoła podstawowa nr 53 przy ul. Władysława Orkana
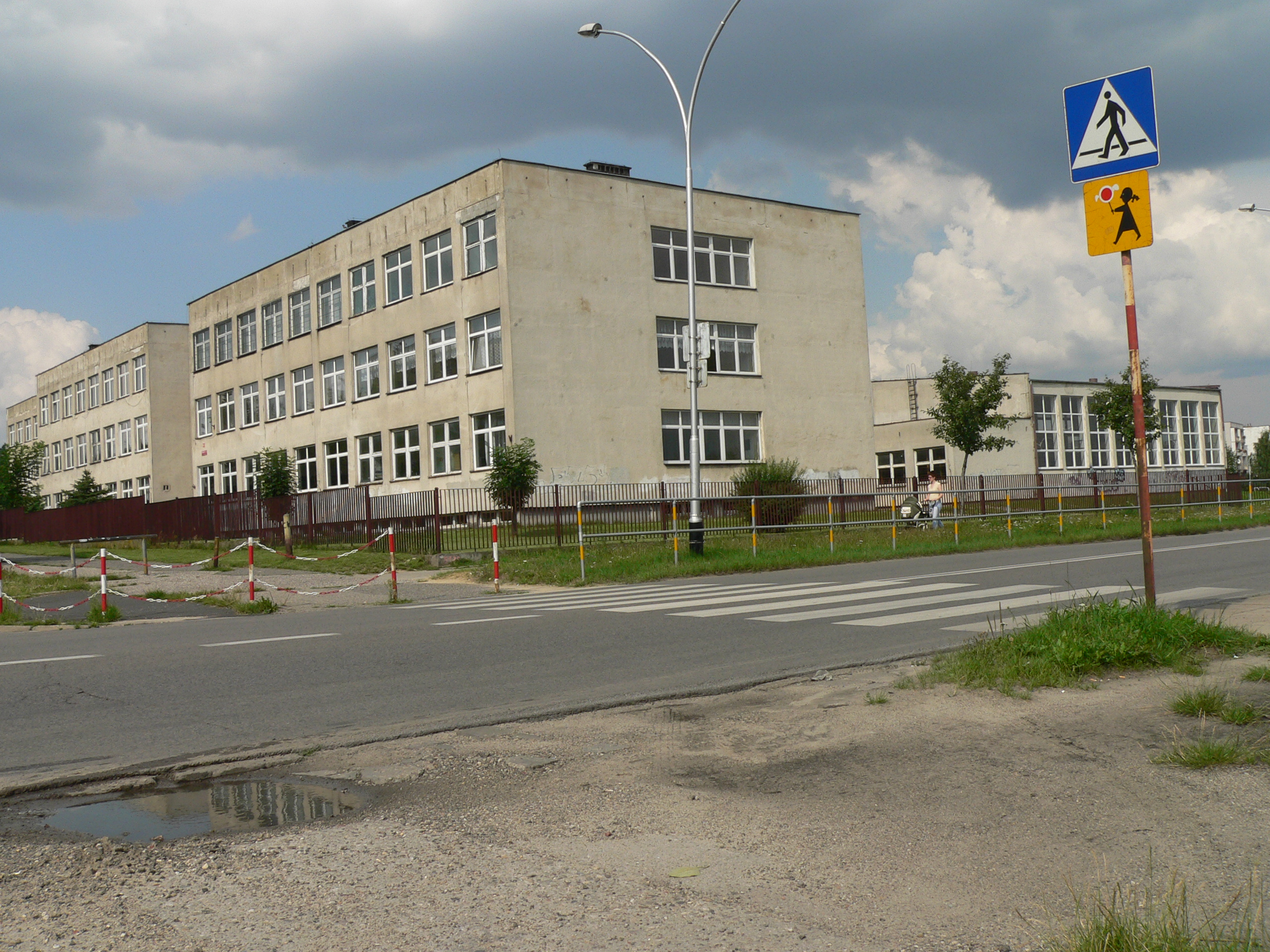
Szkoła Podstawowa nr 49 przy ul. Jesiennej
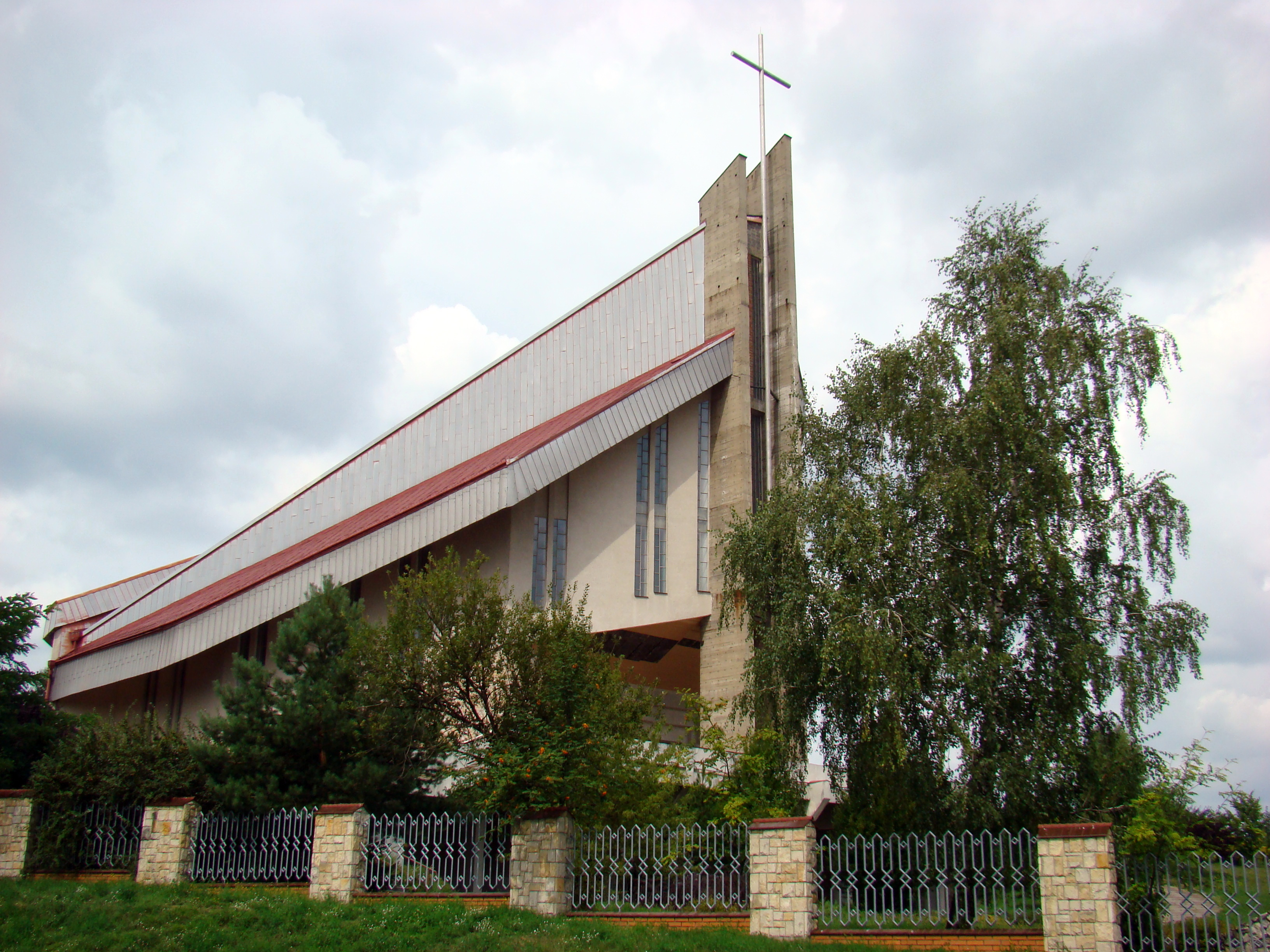
Kościół św. Stanisława Biskupa i Męczennika
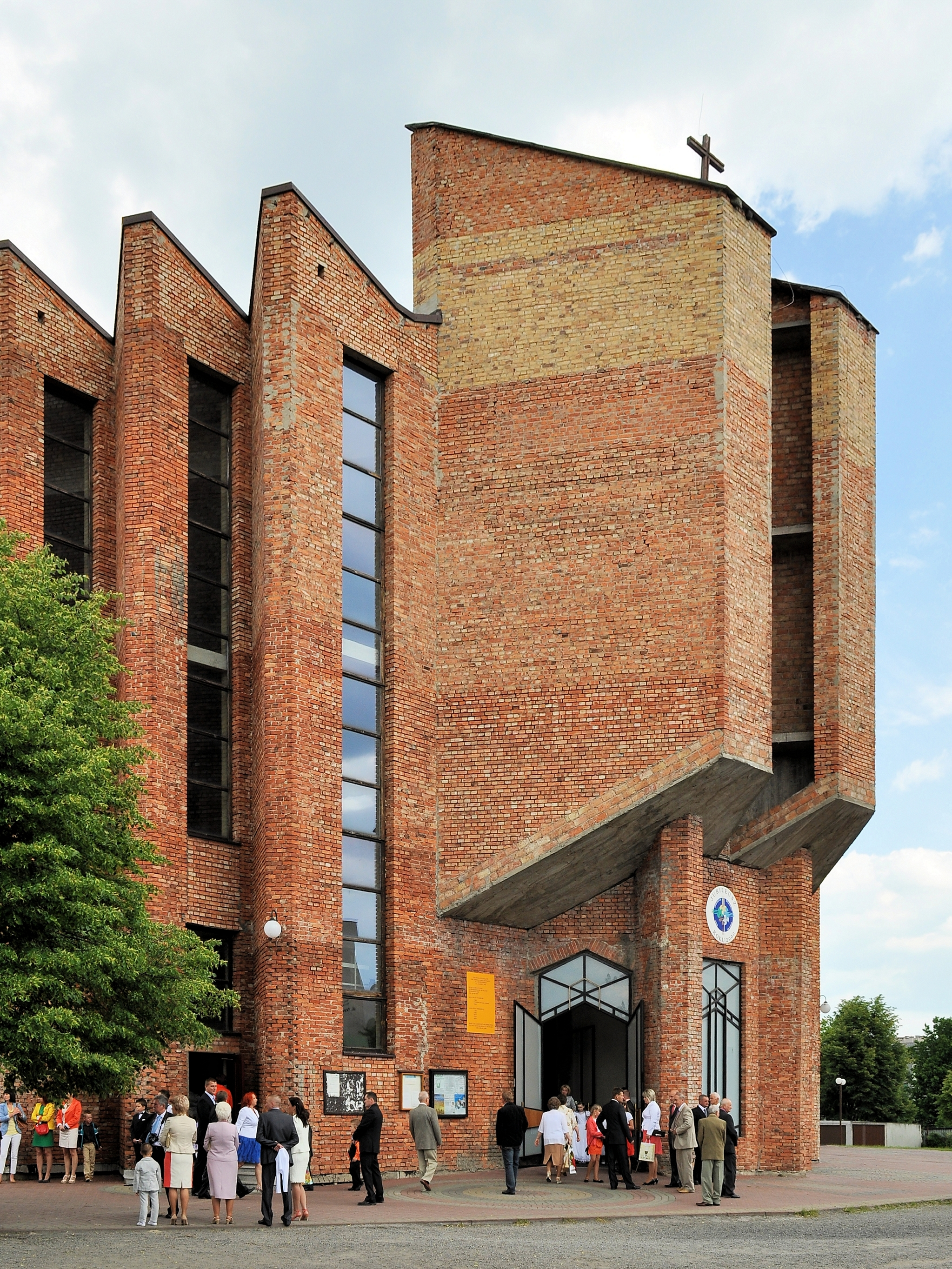
Kościół św. Urszuli Ledóchowskiej
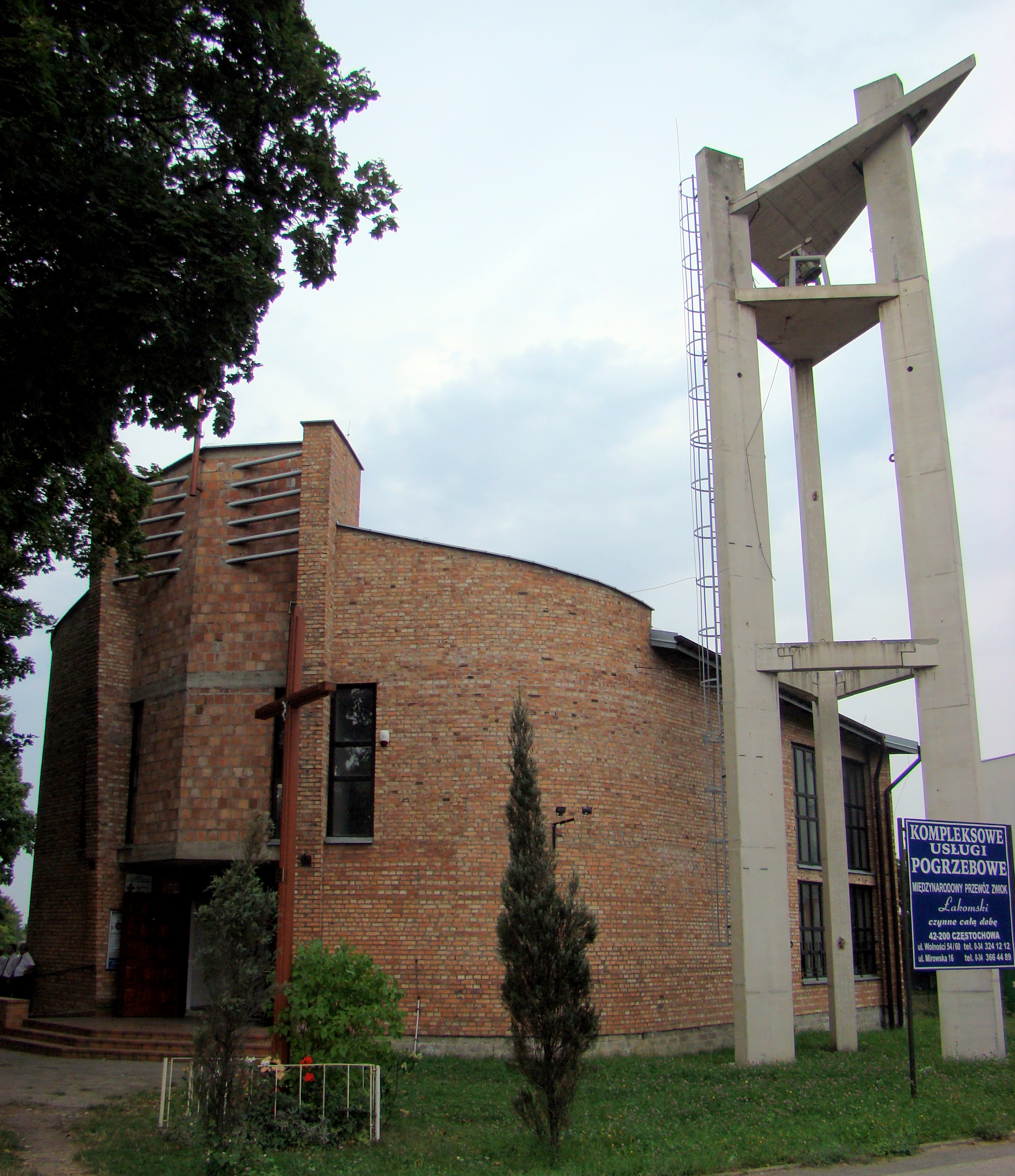
Kościół św. Rafała Kalinowskiego
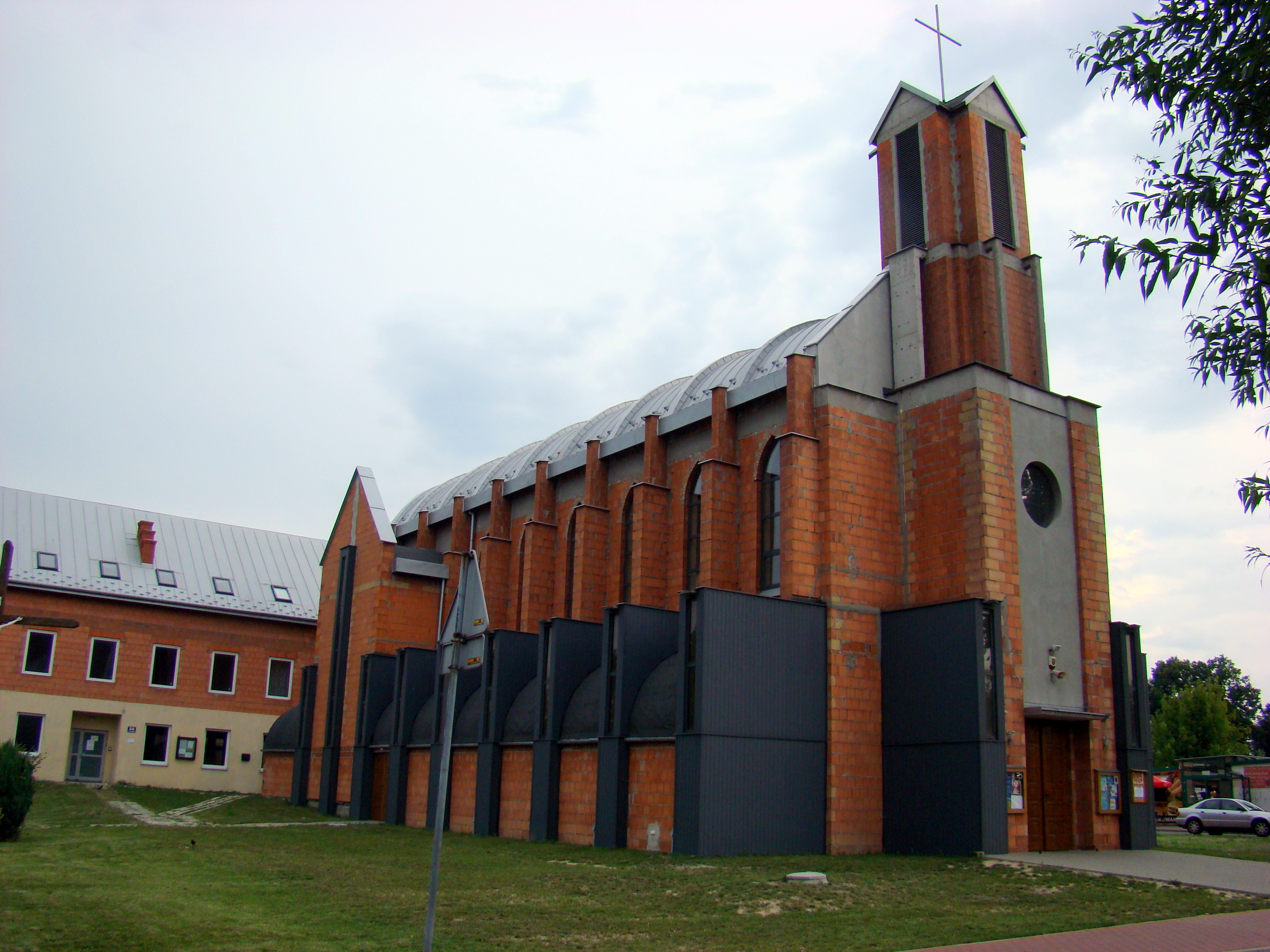
Kościół Zesłania Ducha Świętego
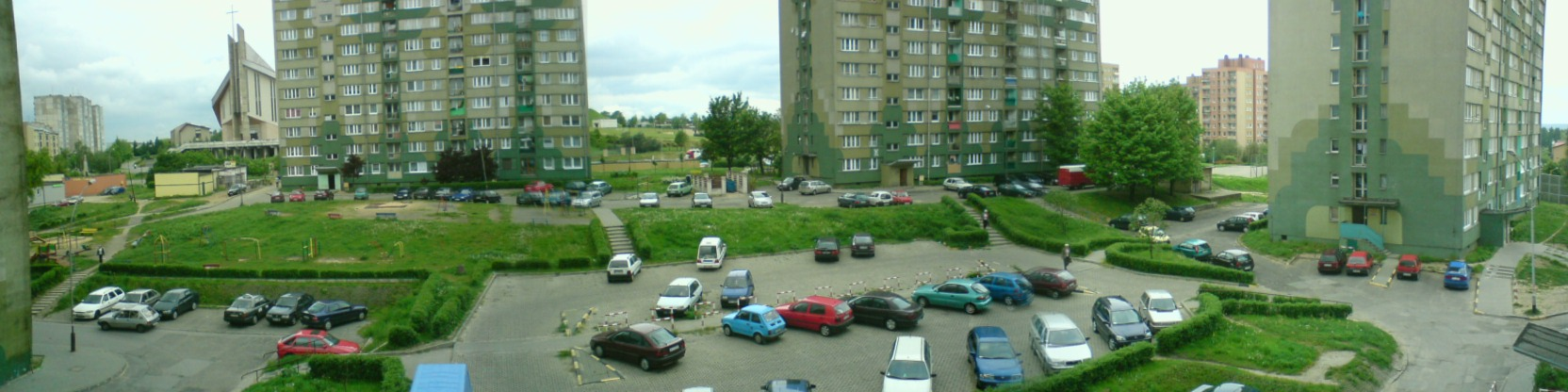
Panorama blokowiska widziana z ulicy Boh. Katynia
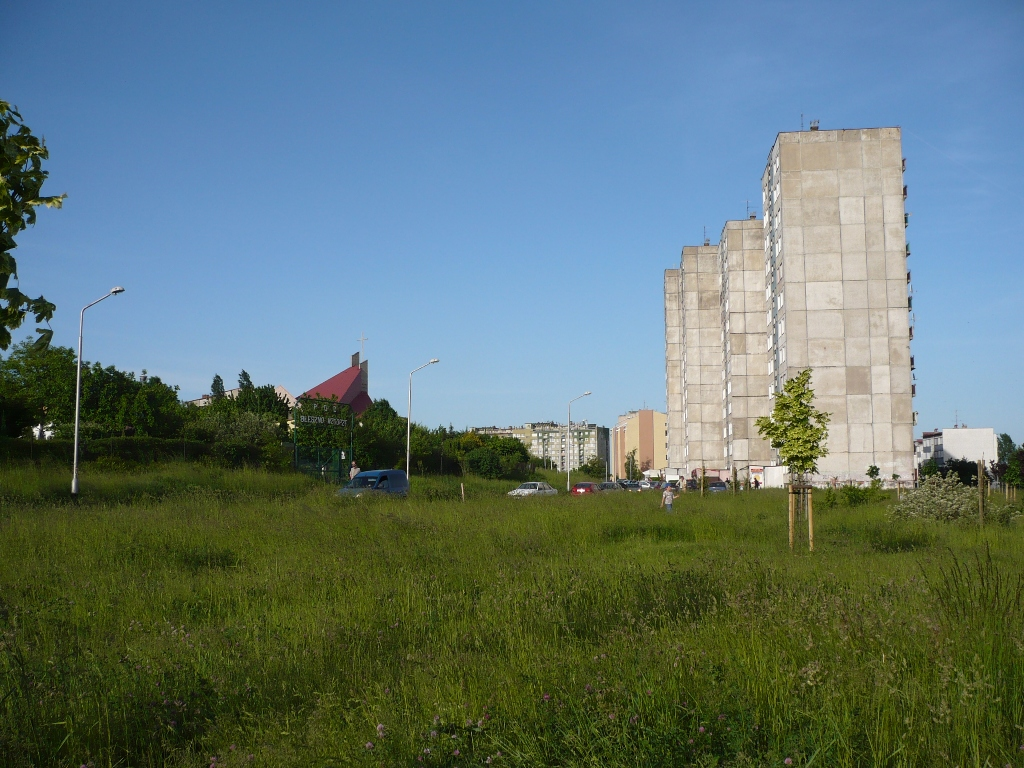
Osiedle Błeszno widziane z ulicy A. Bienia
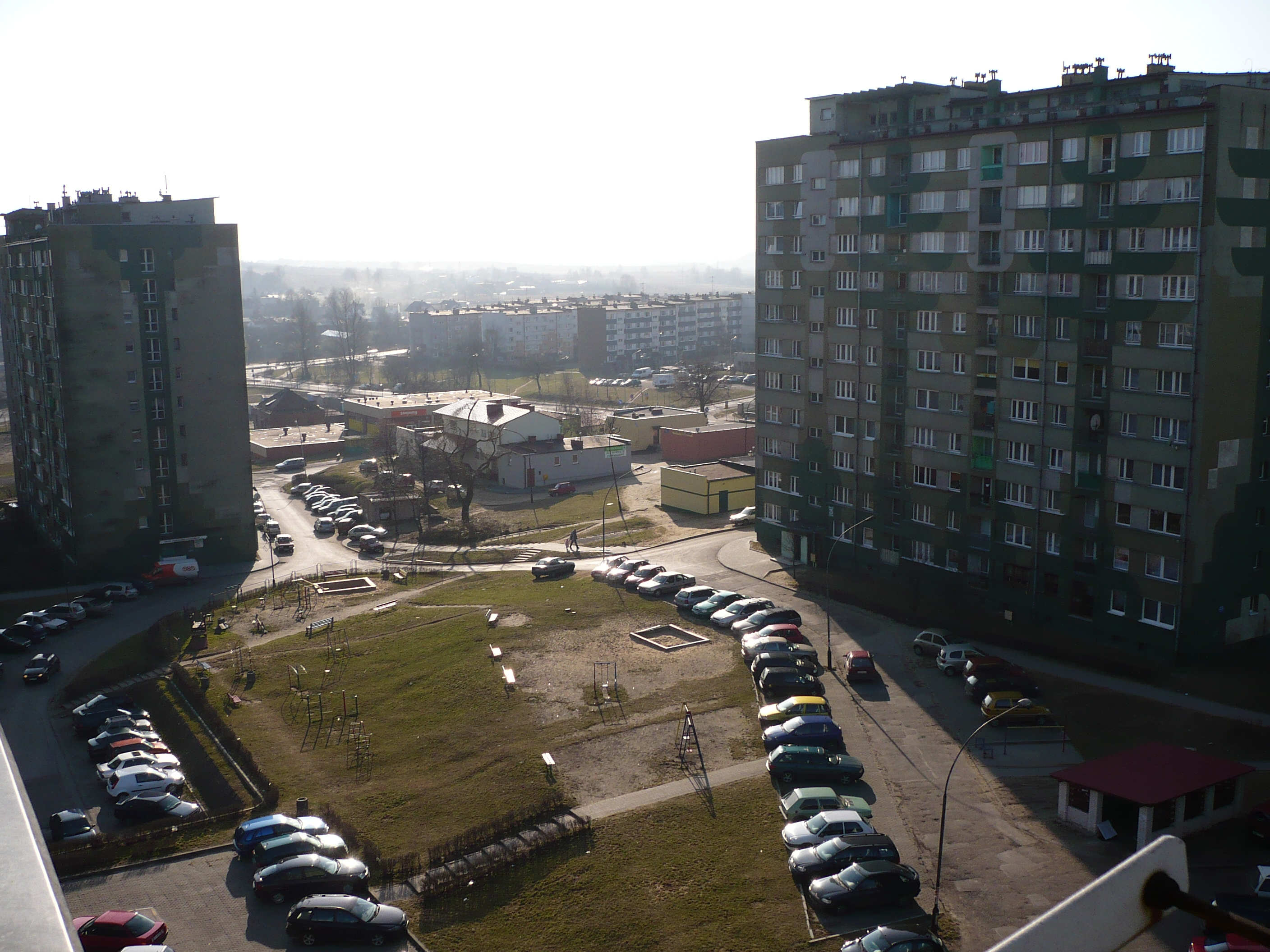
Widok z wieżowca przy ul. Boh. Katynia na Błeszno
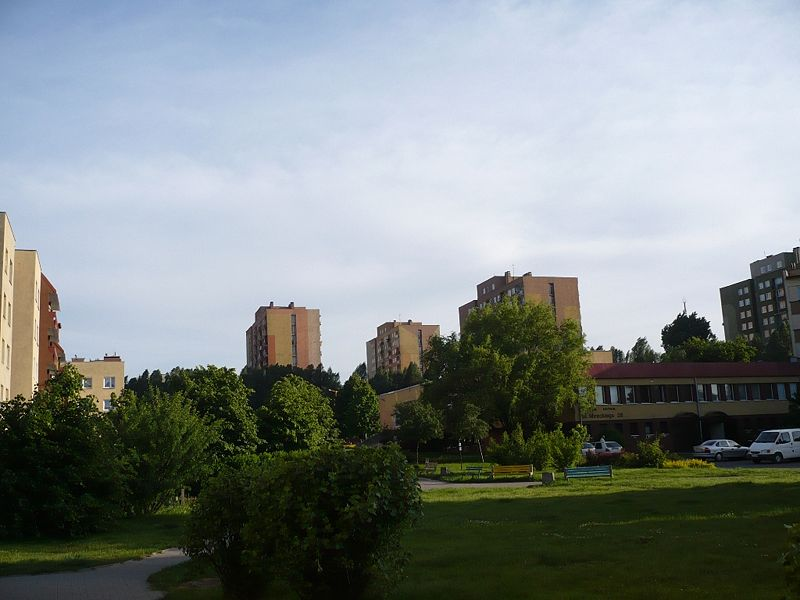
Widok na osiedle Błeszno z dzielnicy Raków
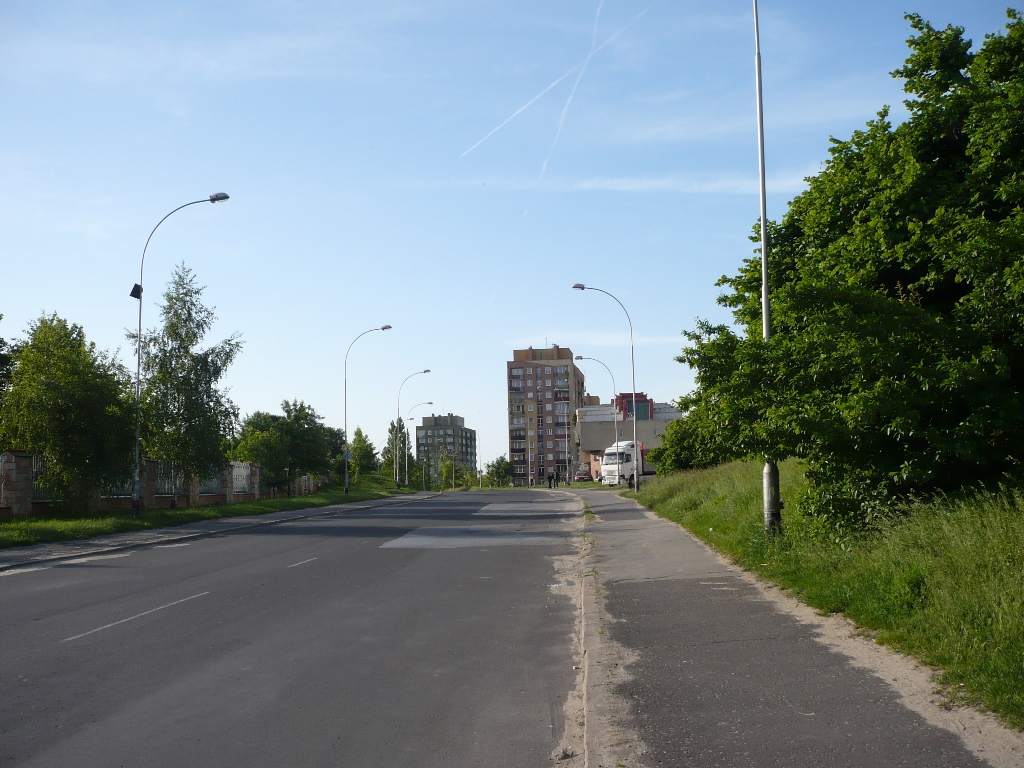
Widok na jedną z dróg na Osiedlu Błeszno